# Austro-Tatra
Austro-Tatra fu un costruttore austriaco di autoveicoli, con origini nella Tatra e Nesselsdorfer Wagenbau-Fabriks-Gesellschaft.

## Storia
Sotto l'impero austriaco vennero fondate la fabbrica a Nesselsdorf (oggi Kopřivnice) e la sede a Vienna.
Come conseguenza della caduta dell'impero austro-ungarico i nuovi confini di stato divisero la fabbrica di produzione a Nesseldorf dalla centrale in Vienna. Per questa ragione nel 1919 la direzione centrale della ditta venne trasferita a Praga e ribattezzata Ringhoffer-Tatra AG. I veicoli furono commercializzati anche sotto il nome Tatra.
Per poter vendere in Austria i veicoli prodotti a Nesselsdorf, questi dovevano venire importati. In aggiunta era necessaria anche una rete di servizio dedicata. La Ringhoffer-Tatra AG costruí a Simmering un'officina centrale sul terreno di quello che è oggi il centro acquisti (l'Austro Tatra Werke e la Gießerei Vogelsängen& Pastree si divisero il terreno all'angolo fra Simmeringer Hauptstraße e Grillstraße fino alla Lorystrasse).
La Tatra 11 e i modelli successivi Tatra 12 e Tatra 57 furono venduti con successo in Austria.
Comunque le tasse d'importazione protezionistiche aumentarono continuamente a causa della situazione politica in Austria, cosicché per esempio un modello 57 nell'anno 1935, a causa di una tassa di 4.500 scellini, arrivava a un prezzo di vendita di 11.000 scellini. Nonostante l'alto prezzo, i modelli della Tatra erano al secondo posto nella statistica delle immatricolazioni dello stesso anno.

## Struttura

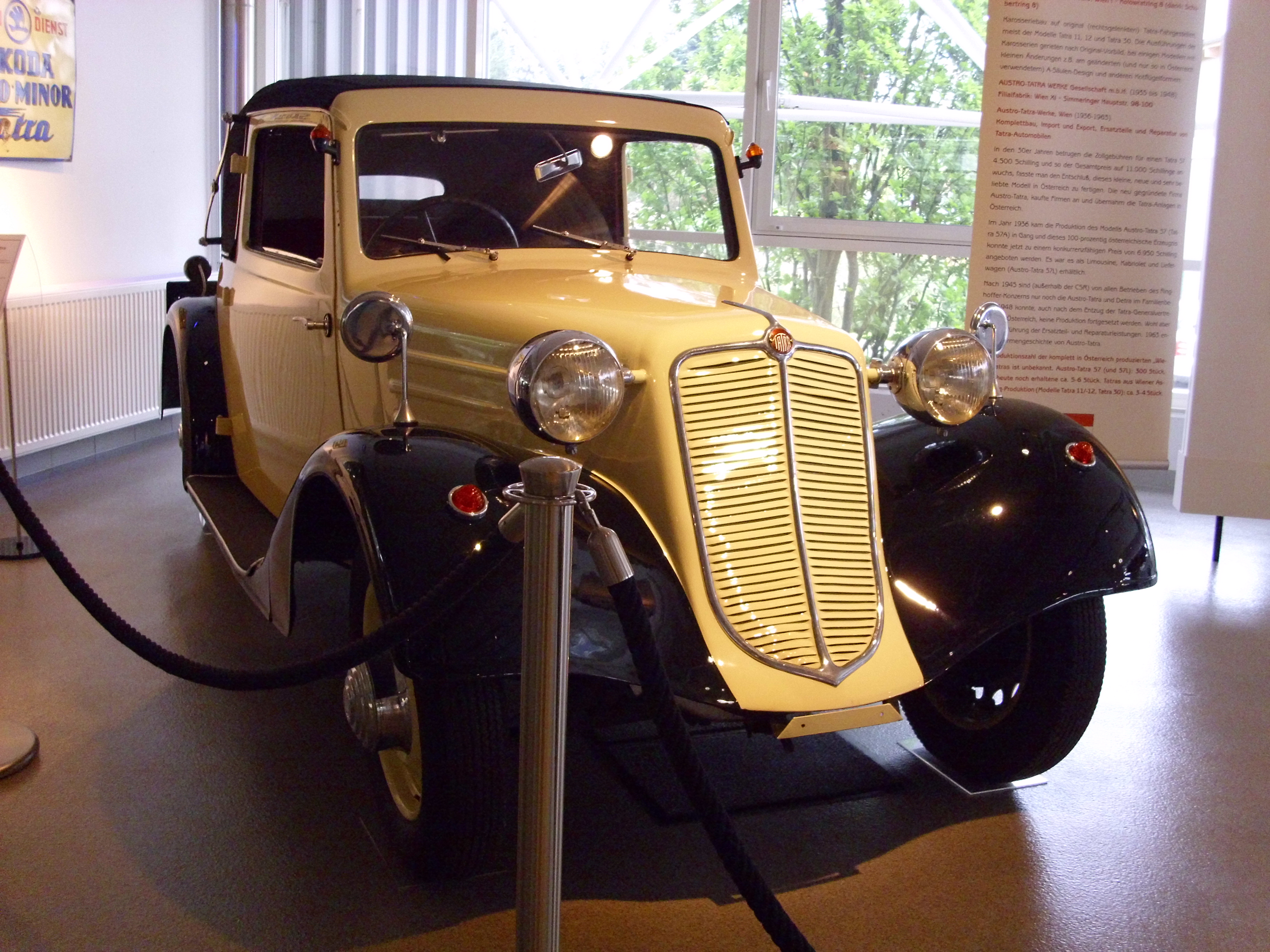
Austro-Tatra 57 A

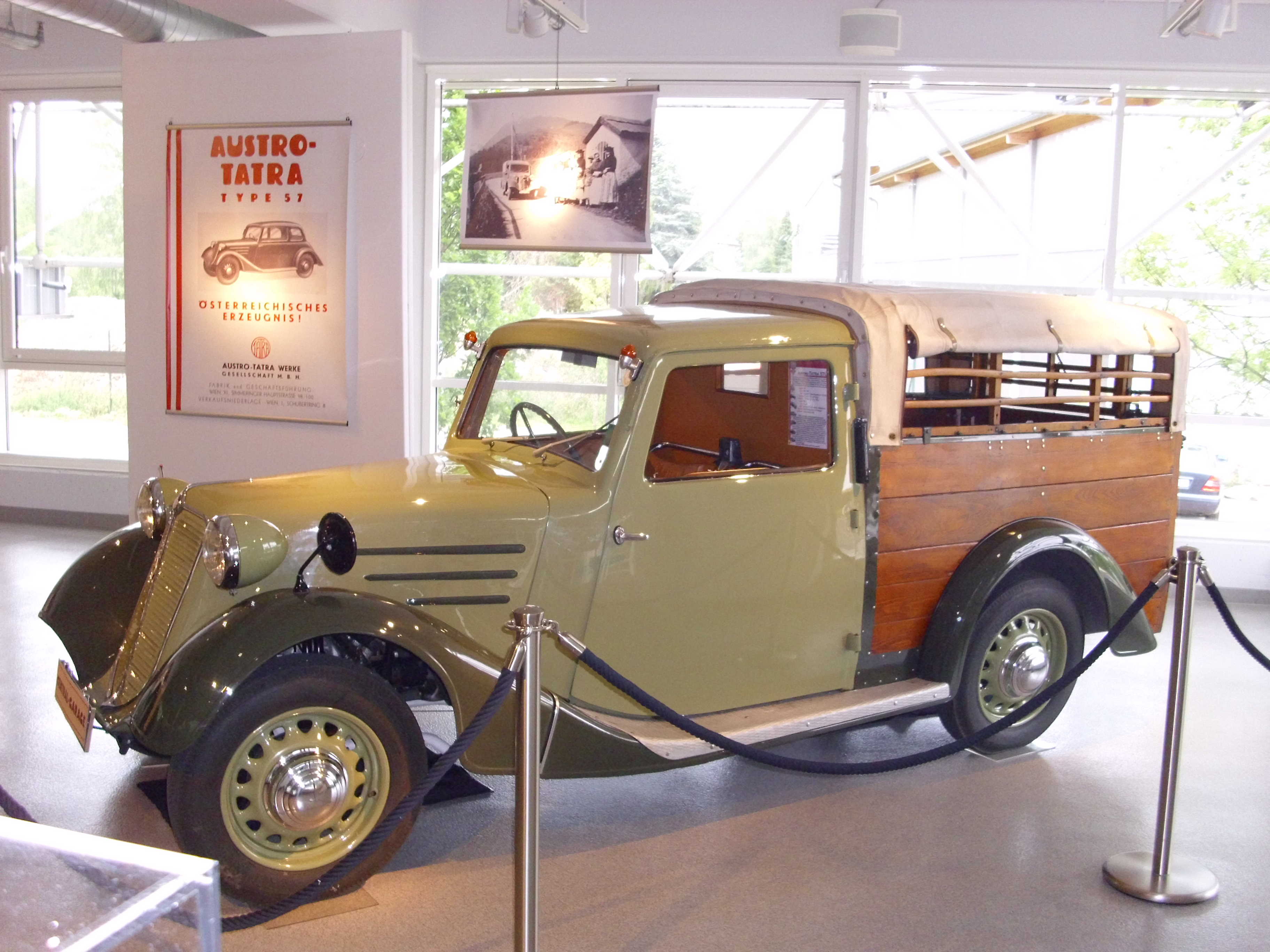
Austro-Tatra 57 L, un camioncino sulla base della 57 A

Per poter vendere a un prezzo più basso, c'erano stati già anni avanti dei progetti di installare l'intera produzione in Austria. Nel luglio 1936 fu fondata una nuova ditta, tramite la quale furono comprate tutte le Azioni della casa madre Ceca. La maggioranza della ditta era in mano austriaca.
Nel 1936 fu comprato l'attivo fallimentare della ditta Grofri in Atzgersdorf in prossimità della Südbahn e ingrandito l'areale sulla strada principale di Simmering.
Un po' alla volta la produzione delle vetture destinate all'Austria fu trasferita a Vienna. A partire dall'aprile del 1937 i veicoli furono quasi completamente prodotti qui. In questo modo si poté ridurre il prezzo di vendita di circa il 40% della tassa doganale.
A Vienna fu costruita la Tatra 57 A come limousine a cabrio. Inoltre a Vienna, al contrario che nella fabbrica madre, fu costruita anche una variante a camioncino.
Nell'anno 1937 la Tatra 57A era al secondo posto nelle immatricolazioni. Anche per l'esercito austriaco si sarebbero dovuti costruire dei veicoli per il comando, che però divennero inutili a causa dell'Anschluss (1938). Fino ad allora circa 300 vetture erano state costruite completamente a Vienna.
La vettura veniva venduta con l'indicazione 100 % österreichisches Erzeugnis. In Áquel periodo la Steyr-Daimler-Puch e la Austro-Tatra erano le uniche produttrici di autoveicoli in Austria.

## La seconda guerra mondiale
Dopo l'Anschluss la produzione dovette essere sospesa. Parti della zona produttiva e degli impianti dovettero essere affittati alla Österreichische Saurer Werke. Il rimanente rimase, è vero, nuovamente Austro-Tatra, ma questa dovette dedicarsi a lavori di riparazione di autoveicoli danneggiati nelle azioni belliche e alla fabbricazione di armi, il che si rivelò uno svantaggio per gli imprenditori alla fine della guerra.
Terminata la guerra la conduzione della fabbrica passò in mani sovietiche. Dalla fabbrica originale in Cecoslovacchia non ci si poteva attendere alcun sostegno, poiché colà il barone Hans Ringhoffer come capitalista fu internato nel Lager della NKVD a Mühlberg, sull'Elba, ove morì alla fine del 1946.

## Dopoguerra
L'Austro-Tatra finì quindi sotto l'amministrazione pubblica. Così si giunse a una differenza nella conduzione dell'azienda ceca, da allora in poi Tatra n.p., dato che la Repubblica Austriaca si sforzava di mantenere i diritti degli eredi Ringhoffer. L'Austro-Tatra fabbricava solo più parti di ricambio per la Tatra. L'officina delle carrozzerie lavorava anche per altre marche. Così essa fabbricò le carrozzerie in alluminio per tutte le versioni sportive della Porsche, che venivano prodotte a Gmünd in Kärnten. Vennero anche prodotte versioni speciali del Maggiolino della Volkswagen per la polizia.
Trattative per la fabbricazione di intere vetture per conto della francese Renault non andarono a buon fine. Venne negoziato un contratto con il produttore tedesco di autoveicoli Gutbrod per l'assemblaggio di vetture. 
Nel 1948 si giunse ad una rottura definitiva e l'Austro-Tatra perse anche la rappresentanza generale della Tatra Autovetture, che passò subito all'importatore generale delle auto Skoda.
Nel 1963 il nome dell'azienda fu mutato in Ringhoffer GmbH, poiché l'Austro-Tatra passò sotto la guida del conte Hans Serényi-Ringhoffer (1928–1993), pronipote e figlio adottivo del barone Hans Ringhoffer, divenendo azienda rappresentante anche di altre case automobilistiche europee come Peugeot, Alfa Romeo e Rover.
Nel 1980 l'impresa, che impiegava fino a 500 lavoratori, fu definitivamente chiusa.
Nel 2005 fu allestita sul terreno del centro di Simmering una mostra sulla ex fabbrica di autoveicoli. Sul terreno dell'ex fabbrica ad Atzgersdorf sorge oggi una fabbrica di mobili per giardino.